# Thomas Schuler (Historiker, 1970)

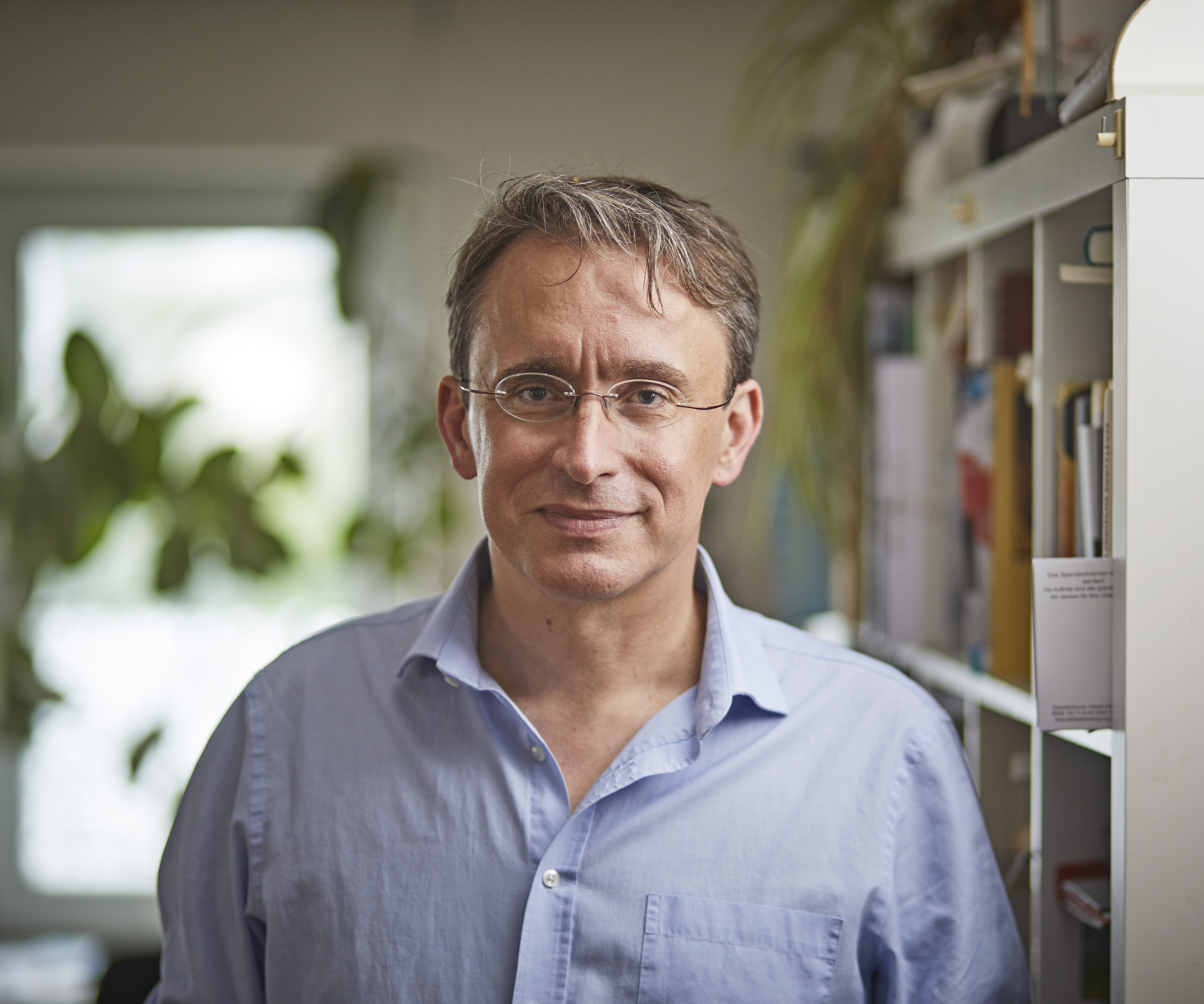
Thomas Schuler (2019)

Thomas Schuler (* 1970 in Ulm) ist ein deutscher Historiker.

## Leben
Schuler studierte Alte, Mittlere und Neuere Geschichte sowie Politikwissenschaften. Seit 2003 arbeitet er als freiberuflicher Historiker mit dem Schwerpunkt Napoleon Bonaparte. Er hält europaweit Vorträge zu dieser Thematik, z. B.:
- im Auftrag der Staatlichen Museen zu Berlin im Rahmen der Ausstellung „Karl Friedrich Schinkel Geschichte und Poesie“ zum Thema „Napoleons Russlandfeldzug und das brennende Moskau“ (2012)[1]
- vor Vertretern der Energieindustrie zum Thema „Napoleon und Spanien“ auf La Gomera (2013)
- im Auftrag der Stadt Hanau im Rahmen der 200-jährigen Gedenkveranstaltungen zur Schlacht von Hanau auf Schloss Philippsruhe (2013)[2]
- bei der Buchvorstellung von „Wir sind auf einem Vulkan – Napoleon in Bayern“ im Bayerischen Hof in München (2015)[3]
- beim Internationalen-Napoleon-Kongress im Eschenbach-Palais in Wien zum Thema „Napoleon und Bayern“ (2018)
- im Auftrag der Universität Greifswald bei der Internationalen Fachtagung „Herrscher im Exil. Formen, Hintergründe und Potenziale in Mittelalter und Neuzeit“ in Greifswald (2023)[4]

Er ist auch als Journalist tätig für die Neue Zürcher Zeitung, die Frankfurter Allgemeine Zeitung, die Süddeutsche Zeitung, den Spiegel, die Südwest Presse, den Münchner Merkur, die Augsburger Allgemeine und mehr als 30 weitere deutsche, österreichische und italienische Zeitungen und Zeitschriften. Des Weiteren gab er Radio- und Fernsehinterviews für den Deutschlandfunk Kultur, den WDR, den SWR und andere zum Thema Napoleon Bonaparte. 2016 ist er in der Süddeutschen Zeitung als einer der führenden Napoleon-Experten Deutschlands bezeichnet worden.

## Werke
- Napoleon in Bayern. Die Schlacht von Elchingen. Die Befreiung von München. 11.–14. Oktober 1805. Anton H. Konrad, Weißenhorn 2010, ISBN 978-3-87437-543-6.
- Wir sind auf einem Vulkan. Napoleon und Bayern. C. H. Beck, München 2015, ISBN 978-3-406-67663-5.
- Auf Napoleons Spuren. Eine Reise durch Europa. C. H. Beck, München 2019 (Überarbeitete Neuauflage 2021), ISBN 978-3-406-73529-5.
- Napoleon und die Schweiz. NZZ Libro, Zürich 2022, ISBN 978-3-907291-85-6.